# ادیسیو گراسه
ادیسیو گراسه (انگلیسی: Éditions Grasset) شرکت انتشارات فرانسوی است، که در سال ۱۹۰۷ تأسیس شد.